# Parafia Najświętszego Serca Pana Jezusa w Starogardzie
Parafia pw. Najświętszego Serca Pana Jezusa w Starogardzie – parafia rzymskokatolicka, należąca do dekanatu Resko, archidiecezji szczecińsko-kamieńskiej, metropolii szczecińsko-kamieńskiej. W parafii posługują księża archidiecezjalni. Według stanu na lipiec 2025 administratorem  parafii był ks. Jacek Szunejko.

## Kościół parafialny
Kościół Najświętszego Serca Pana Jezusa w Starogardzie

## Kościoły filialne i kaplice
- Kaplica w Łagiewnikach[1]
- Kościół św. Apostołów Piotra i Pawła w Starej Dobrzycy[1]